# 小森裕佳
小森 裕佳（こもり ゆか、1987年4月27日 - ）は、日本の女性ファッションモデル。元ニコモで、愛称はユカ©（ちゃん）。スペースクラフト・モデル事業部Milkyway部門に所属していた。2014年には写真家としての活動を開始している。東洋大学大学院国際地域学研究科修了。

## 概要
中学1年生だった2000年、ジュニア向けファッション雑誌『ニコラ』（新潮社）の第3回読者モデルオーディションにエントリー。長屋光紗（現・望月みさ）とともにグランプリに選出されて同誌のモデル（ニコモ）としてデビューした。なお、当時の読者モデルオーディションではグランプリよりも下の存在として準グランプリが選出されており、第3回では小口桃子、森田美穂、佐藤麻奈、松本玲奈の4名がそれに当たる。したがって、翌年（新垣結衣や太田莉菜など5名）の「通過者全員グランプリ」化以降のグランプリ受賞よりもかなり狭き門であった。
ニコモとしては当初から榎本亜弥子、谷口紗耶香ら先輩ニコモをうかがう人気ぶりを見せ、2001年6月号では榎本亜弥子とのカップリングで表紙モデルに抜擢。その後2001年12月号（太田莉菜とカップリング）、2002年8月号（単独ソロ表紙）、2003年10月号（虎南有香とカップリング）でも表紙に登場し、累計4冊の『ニコラ』の顔になっている。また、2002年の『ニコラビデオ』（エイベックス）にも出演した。特徴はニコモ仲間の佐藤麻奈の言うところの「萌ボイス」「白い肌」など。
2004年3月30日、東京都有明の東京ファッションタウンホールで開催されたニコモ卒業式をもって、同学年の4人（佐藤麻奈・森田美穂・美優・太田莉菜）とともに卒業。その後一時の休業を経て、モデル活動を再開。2008年3月7日には公式ブログが開設された。
27歳になる誕生日の2014年4月27日に初のセルフ・ヌードを撮影。この写真は8月20日発売のカメラ雑誌『日本カメラ』の特集記事「The Nude 2014」に参加する形で初公開された。また、同じく8月25日には写真週刊誌『週刊現代』に単独グラビア「小森裕佳 人気モデルが『自画撮り』ヘアヌード」の題で掲載されたが、このグラビアについてアイドル評論家の中森明夫は「ヘア丸出しだった! が、あくまで崇高で美しい!ガッキーやニコモ、かつてのニコラ読者らにぜひ、見ていただきたい!」と賞賛している。
なお、ニコラ読者モデルオーディション受賞者のヌード披露はグランプリ・準グランプリ両方を含めても前例がなく、これまでに80名以上を輩出してきた同企画の歴史において史上初の例となった。オーディション以外のルートから同誌モデルとなった者を含めた場合は上半身中心のソフトなヌードが数例あるものの、いずれも下半身の描写は抑制的なものであり、アンダーヘアの明示的な露出を含む「ヘアヌード」を公表した者は過去の全てのニコモを通して一人も存在していなかった。ファッションモデルから女優やグラビアモデルに転身する者が珍しくない日本において1997年の創刊以来17年以上続いたこの記録は他の若年層向けファッション雑誌と比較しても特異なものであったが、今回のヘアヌードにより小森裕佳がニコモ初の一歩を踏み出した形となった。